# Försvarets förvaltningshögskola
Försvarets förvaltningshögskola (FörvHS) var en försvarsmaktsgemensam militärhögskola inom Försvarsmakten som verkade i olika former åren 1942–1994. Förbandsledningen var förlagd i Karlstads garnison samt i Östersunds garnison.

## Historik
Den 1 oktober 1942 bildades Intendenturförvaltningsskolan (IntS) genom att Militärförvaltningskursen (MKF) och Förvaltarkursen (FVK) sammanslogs till en för armén gemensam skola. Den 1 juli 1977 tillfördes förvaltningsavdelning från Tygförvaltningsskolan, samtidigt omorganiserades Intendenturförvaltningsskolan till Försvarets förvaltningsskola (FörvS). År 1981 förlades delar av skolan till Karlstad. Och 1984 kom den kvarvarande delen i Stockholm att förläggas till Östersund, vilket uppmärksammades den 28 augusti 1984 genom en ceremoni i Östersund. Den 1 juli 1991 fick skolan högskolestatus och antog därmed namnet Försvarets förvaltningshögskola (FörvHS). Den 1 juli 1994 upplöstes skolan och uppgick i Militärhögskolan (MHS).

## Verksamhet
Den 1 oktober 1901 påbörjades de första organiserade kurserna i generalstabstjänst och militärförvaltning, vilka den 1 januari 1915 fick kursnamnet Militärförvaltningskursen (MKF). Åren 1919–1921 gjordes försöksvisa kurser i förvaltning, som 1931 fastställdes till Förvaltarkursen (FVK) inom intendenturen. Dessa kurser samlades 1942 till en skola. Den 1 oktober 1966 blev skolan gemensam för samtliga försvarsgrenarna, det vill säga Armén, Flygvapnet och Marinen. Vid skolan bedrevs utbildning av både civila och militära chefer vid myndigheter under försvarsdepartementet inom administration och verksamhetsledning.

## Förläggningar och övningsplatser
Intendenturförvaltningsskolan kom under hösten, troligtvis den 11 december 1942, att förläggas till Stureplan 1 i Stockholm. Den 5 oktober 1943 omlokaliserades skolan till Fredrikshovs slott, där de var förlagda fram till 1970. Skolan kom den 17 augusti 1970 att överta de lokaler i Frösunda som lämnades av Svea ingenjörregemente (Ing 1). År 1981 förlades delar av skolan till Karolinen i Karlstads garnison. Den 1 oktober 1984 omlokaliserades den kvarvarande delen i Stockholm till Östersunds garnison. I Östersund delade skolan lokaler med bland annat Arméns tekniska skola (ATS) på Genvägen 35. Skolan kom fram till att den upplöstes och uppgick i Militärhögskolan ha verksamhet i Karlstad och Östersund.

## Heraldik och traditioner
Militärhögskolan Östersund (MHS Ö) som bildades den 1 januari 1999, kan spåra sitt arv från Försvarets förvaltningshögskola (FörvHS). Det då skolan övertog managementutbildningen från Försvarshögskolan (FHS). Vilken överfördes 1994 från Försvarets förvaltningshögskola (FörvHS) till Militärhögskolan (MHS) i Östersund, och 1997 till Försvarshögskolan (FHS) i Östersund.

## Förbandschefer
- 1942–1943: ?
- 1943–1945: Major Gunnar Bergh
- 1945–1947: ?
- 1947–1951: Överstelöjtnant Valdemar Swedenborg
- 1951–1954: ?
- 1954–1958: Kapten Birger Ahlm
- 1958–1964: ?
- 1964–1966: Major Henrik Troedsson
- 1966–1970: ?
- 1970–1974: Överstelöjtnant Nils-Erik Melinder
- 1974–1977: ?
- 1977–197?: Överste Carl-Axel Strömberg [7]
- 197?–1983: ?
- 1983–198?: Överste Anders Holmberg [8]
- 1987–1991: Överste Björn Rosén
- 1991–1994: Överste av 1:a graden Jan-Eric Warren

## Namn, beteckning och förläggningsort
| Intendenturförvaltningsskolan   | 1942-10-01 | – | 1977-06-30 |
| Försvarets förvaltningsskola    | 1977-07-01 | – | 1991-06-30 |
| Försvarets förvaltningshögskola | 1991-07-01 | – | 1994-06-30 |

| IntS   | 1942-10-01 | – | 1977-06-30 |
| FörvS  | 1977-07-01 | – | 1991-06-30 |
| FörvHS | 1991-07-01 | – | 1994-06-30 |

| Stockholms garnison (F) | 1942-10-01 | – | 1984-09-30 |
| Karlstads garnison (F)  | 1981-??-?? | – | 1994-06-30 |
| Östersunds garnison (F) | 1984-10-01 | – | 1994-06-30 |

## Galleri

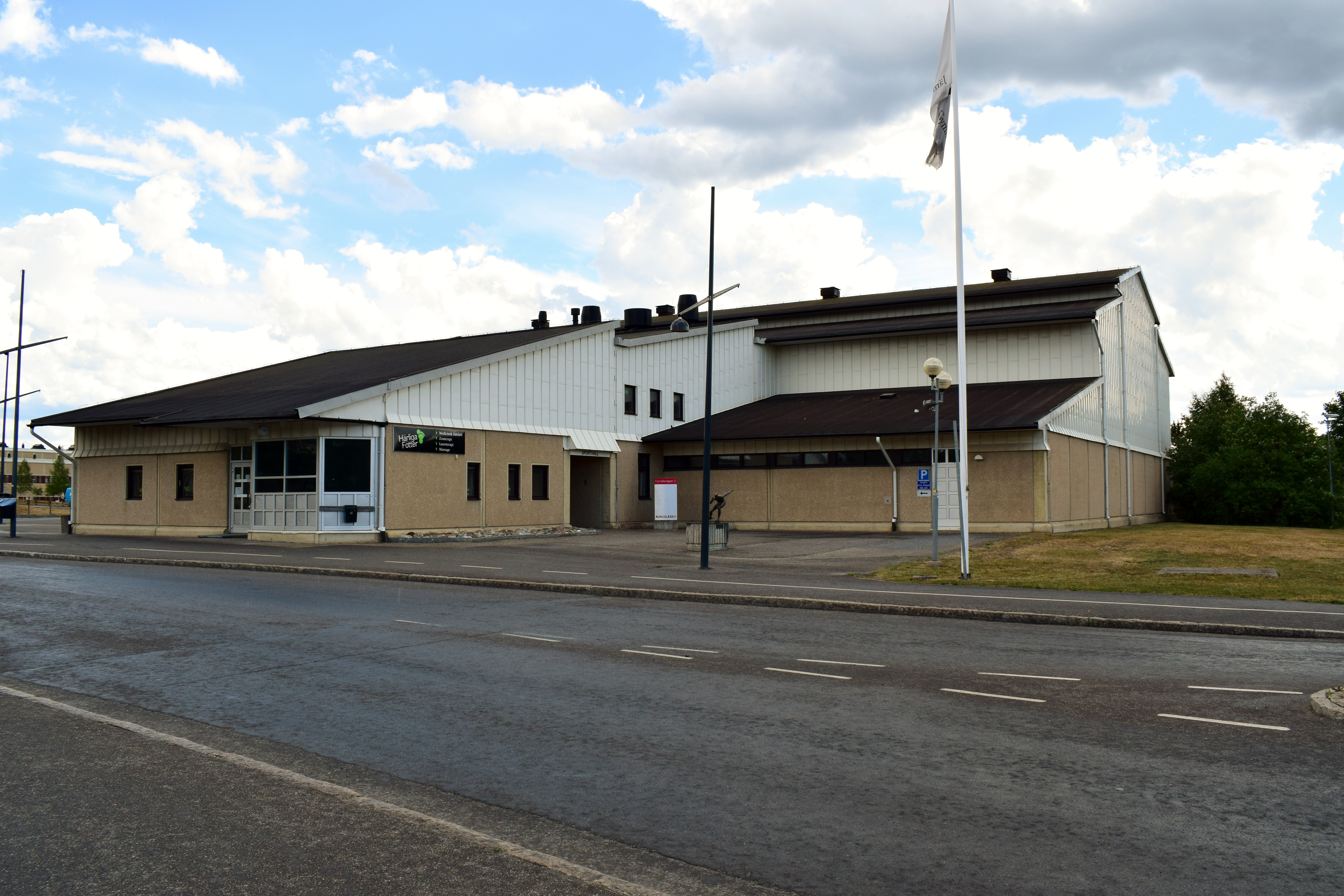
Vaktlokalen, idrottshus, motorutbildning i Östersund.
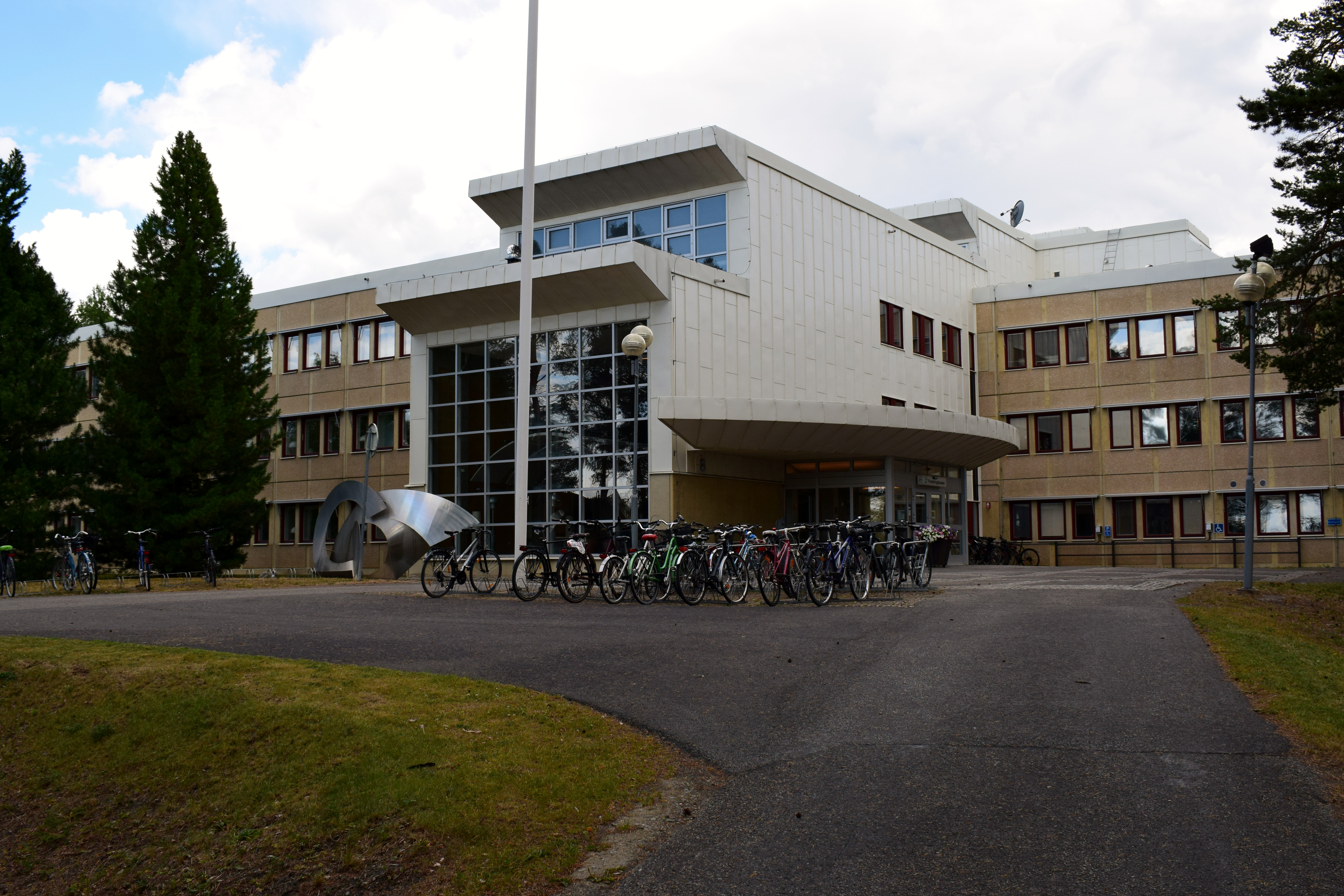
Skolhus i Östersund.
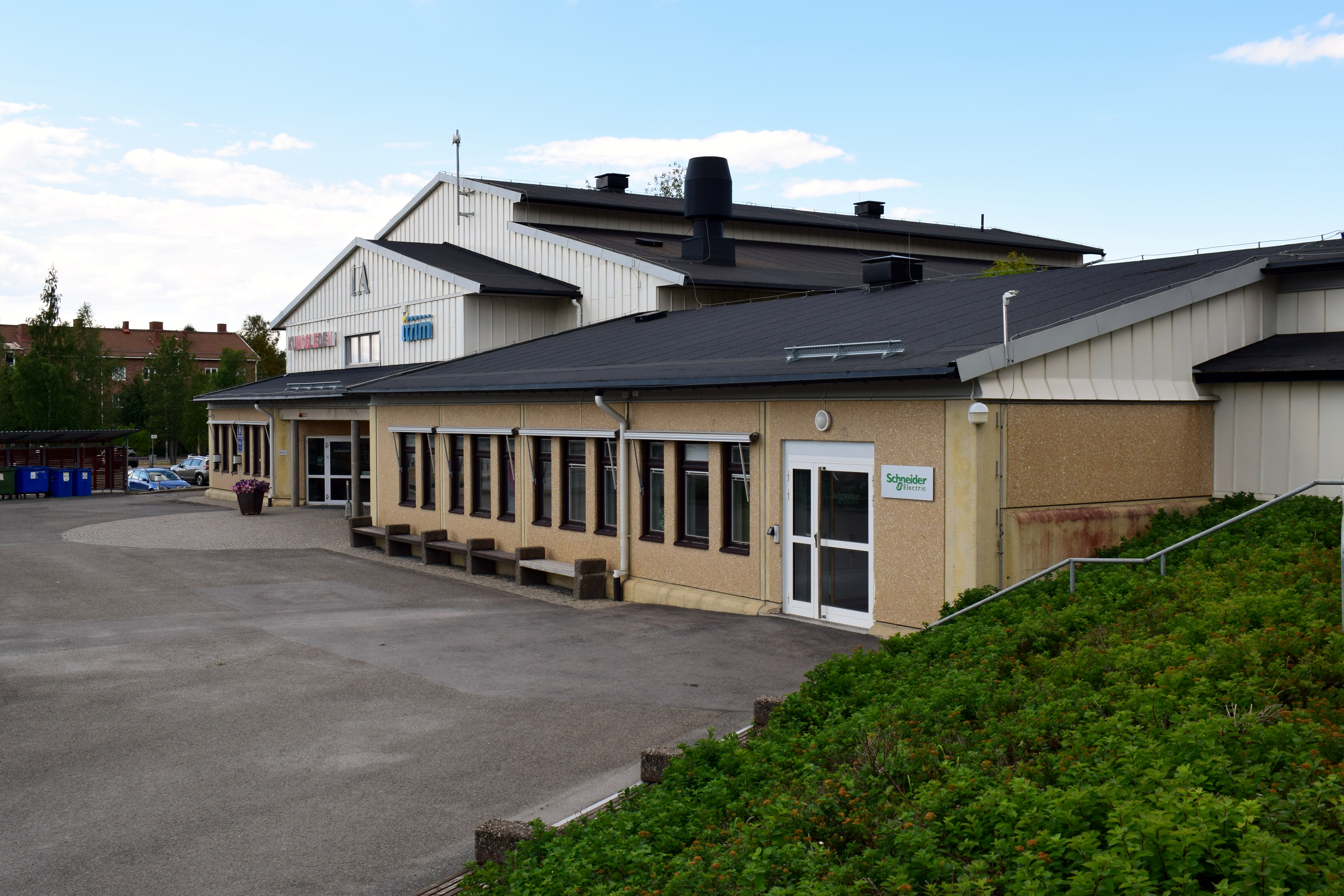
Kasern och elevhem i Östersund.
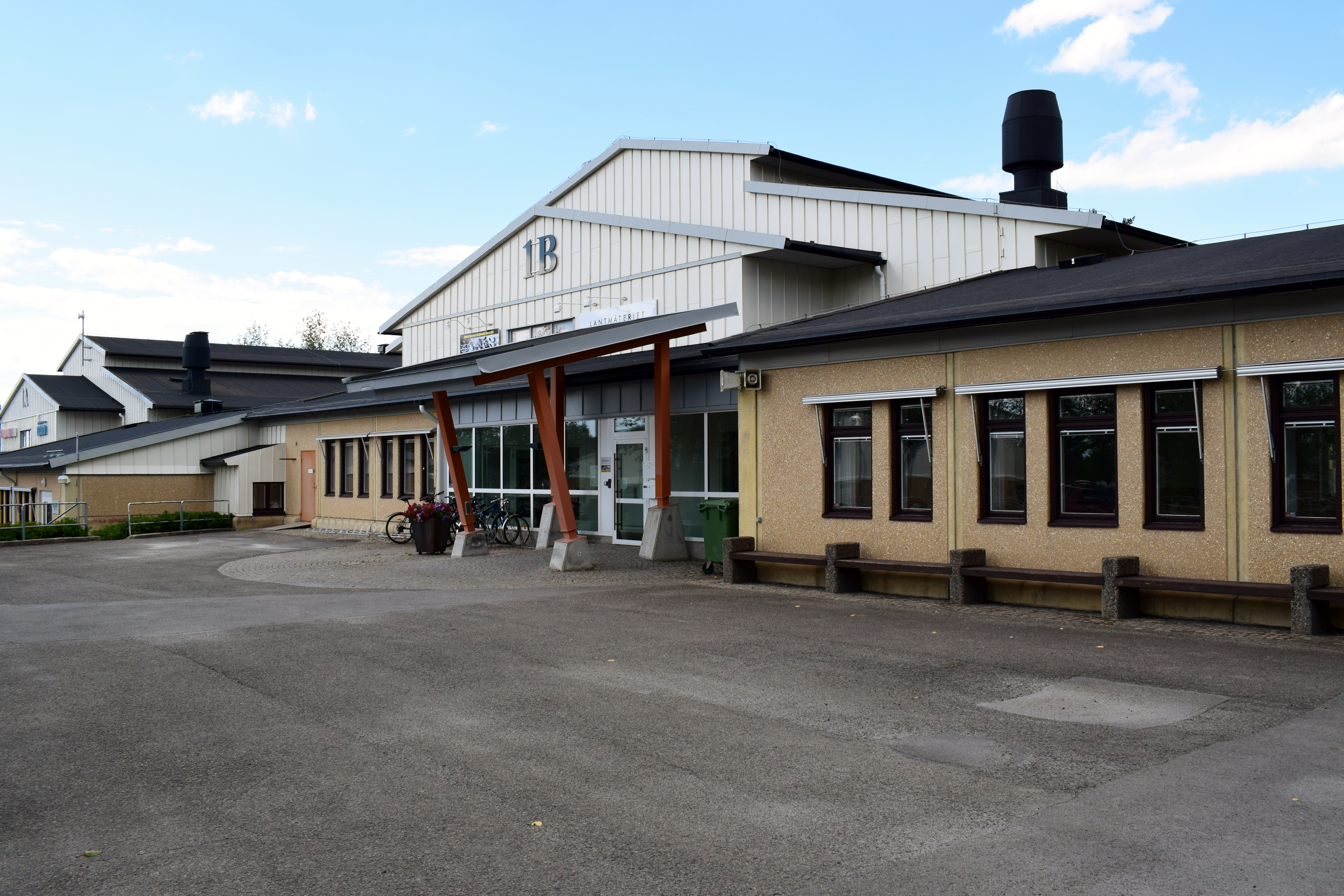
Kasern och elevhem i Östersund.
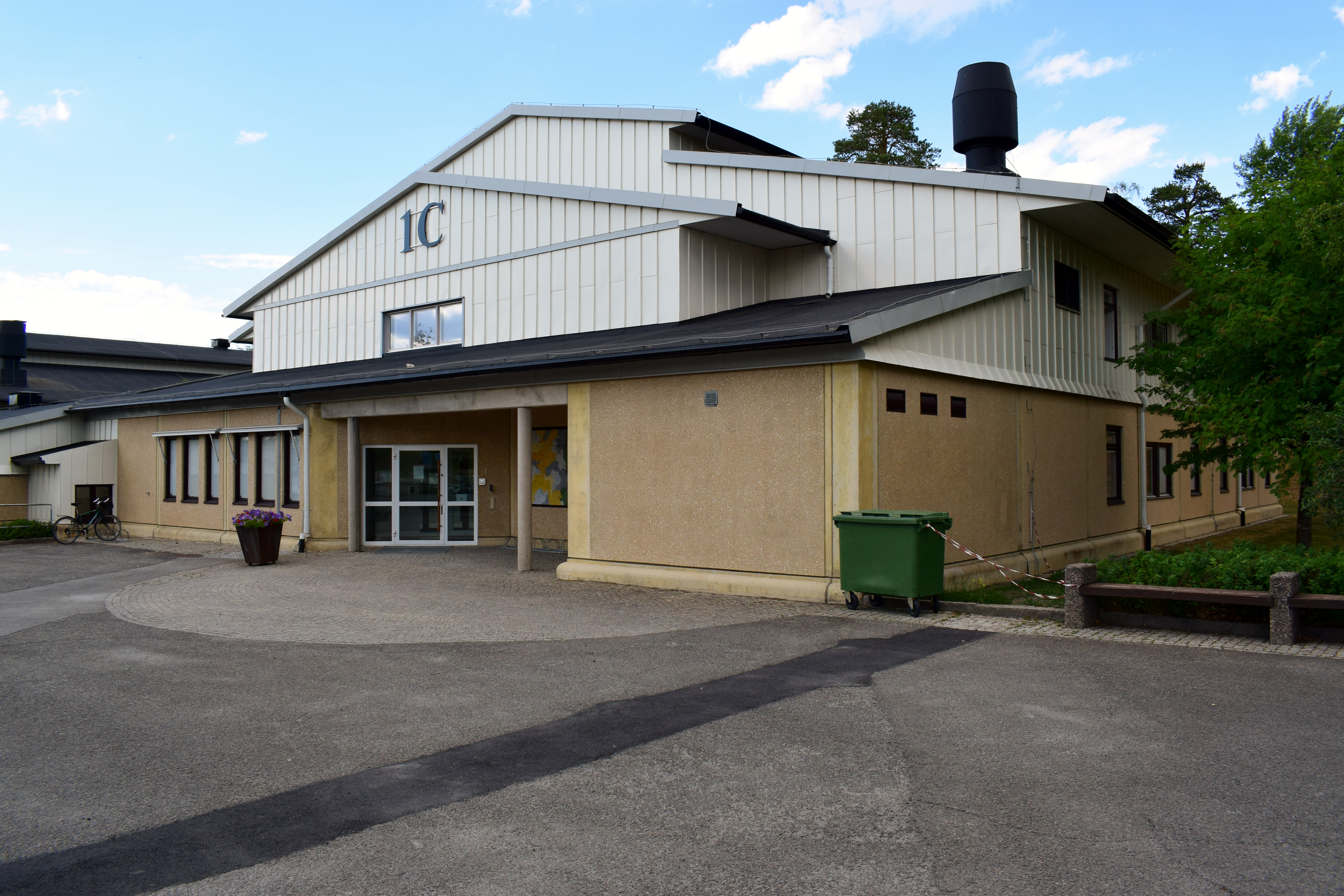
Kasern och elevhem i Östersund.